# Пам'ятник Любецькому з'їзду князів
Пам'ятник Любецькому з'їзду князів — знаходиться у Любечі на місці колишнього Любецького замку..

## Опис
Пам'ятник створений скульптором Геннадієм Єршовим у 1997 році до 900-річного ювілею Любецького з'їзду князів 1097 присвячений визначній події часів Київської Русі. Монумент, до якого ведуть кам'яні сходи, розташований на Замковій горі у історичній частині Любеча. Скульптурна композиція складається з бронзових рельєфів та круглої скульптури розміщених на рожевому гранітному постаменті.
Горельєфні зображення, це портрети шістьох учасників князівського снему у Любечі серед яких були: великий князь київський Святополк Ізяславич, переяславський князь Володимир Мономах, чернігівський князь Олег Святославич, смоленський князь Давид Святославич, волинський князь Давид Ігорович, теребовлянський князь Василько Ростиславич.
Вінчає композицію бронзова постать алегоричного ченця-літописця. Сидячий босоніж з пером у руці і хрестом- енкалпіоном на грудях, чернець тримає сувій на якому зображено частину з літопису «Кождо да держить отчину свою»:
І говорили вони (князі) один одному, кажучи: «Пощо ми губимо Руську землю, самі проти себе зваду маючи? А половці землю нашу розносять і раді є, що межи нами війна донині. Відтепер з'єднаймося в одне серце і обережімо Руську землю. Кожен хай держить отчину свою!». І на цім вони цілували хреста: «А якщо відтепер хто на кого встане, то проти того будемо ми всі і чесний хрест».
Працюючи над образами скульптор користався з наукових консультацій Петра Толочка та Володимира Коваленка. Любецький з'їзд 1097 року за своєю актуальністю та вагомістю прийнятих на ньому рішень історики відносять до найважливіших.
Значення першого Любецького з'їзду 1097 року, полягало в тому, що це була перша вдала спроба припинити процес розпаду Київської держави на дрібні удільні князівства. Пряме успадковування за пропозицією Ярослава та його прибічників і було введене на з'їзді в Любечі. Кожному князю були віддані ті землі, котрі належали його батьку, князь віднині володів би успадкованими землями і зобов'язувався не зазіхати на землі сусідів.

## Відкриття
В Україні Любецький з'їзд князів 1097 вважається важливою подією вітчизняної історії. За розпорядженням КМ України від 2.VIII 1996 та пост. КМ України від 21. VIII 1997 900-річний ювілей Любецького з'їзду відзначався на державному рівні. Пам'ятник урочисто відкрив віце-прем'єр України Валерій Смолій в святкуванні взяли участь представники сусідніх держав Білорусії та Росії. Пам'ятник реалізовано коштом ЧАЕС за особистої підтримки Сергія Парашина..